# Hémihydrate d'ammoniac
L'hémihydrate d'ammoniac est un composé chimique de formule (H2O)(NH3)2. Il s'agit de l'hydrate d'ammoniac dont le rapport ammoniac/eau est 2:1.
Ce composé serait un composant important du manteau des planètes glacées, notamment les géantes de glaces comme Neptune et Uranus. En effet, l'hémihydrate d'ammoniac est stable dans les conditions qui règnent à l'intérieur de ces objets grâce à une remarquable évolution structurale. Victor Naden Robinson, Yanchao Wang, Yanming Ma et Andreas Hermann prédisent dans leur article de 2017 que, au-delà de 65 gigapascals, ce composé passe d'une phase de solide moléculaire avec liaisons hydrogène à une phase entièrement ionique, O2−(NH4+)2, où toutes les molécules d'eau sont complètement déprotonées, un phénomène de liaison inattendu et jamais vu jusqu'alors dans un système contenant H2O. L'hémihydrate d'ammoniac est stable dans une suite de phases ioniques jusqu'à 500 gigapascals, pression à laquelle il se décompose en eau et ammoniac et que l'on trouve en profondeur dans les planètes similaires à Neptune, et donc à des pressions supérieures à tout autre mélange ammoniac-eau. Ce résultat suggère que l'hémihydrate d'ammoniac précipite de tout mélange ammoniac-eau dès lors que la pression est suffisamment grande et donc qu'il est l'un des composants importants des planètes glacées.

## Formation
L'hémihydrate d'ammoniac peut être formé par l'augmentation de la température (passant de 50 K à 130 K) d'un mélange de glaces d'ammoniac et d'eau, préalablement déposés par condensation solide des deux composés ou solidification d'une solution aqueuse concentrée d'ammoniac (ammoniaque), dans les deux cas avec de bonnes proportions stœchiométriques.
Le monohydrate (H2O)(NH3) et le dihydrate (H2O)2(NH3) se décomposent en hémihydrate d'ammoniac et glace VII vers 300 GPa, respectivement à environ 250 et 280 K.